# Tikkurila (Unternehmen)
Tikkurila ist ein finnischer Farbenhersteller und Marktführer in Russland, Finnland, Schweden und dem Baltikum. Von 1972 bis 2010 gehörte er zu Kemira.

## Geschichte
Das Unternehmen wurde 1862 als Ölmühle an den Tikkurila-Stromschnellen gegründet. Das Unternehmen ging in den nächsten Jahren durch zahlreiche Hände. Als durch den Ersten Weltkrieg der Import von Leinöl aus Russland unterbrochen wurde, konnte das Unternehmen seine Produktion stark ausweiten. 1919 wurde eine Farben- und Lackfabrik gebaut. Nach dem Zweiten Weltkrieg kam es bedingt durch den allgemeinen Wirtschaftsaufschwung zu einer starken Umsatzsteigerung. 1975 benannte sich das Unternehmen von Schildt & Hallberg in Tikkurilan Väritehtaat Oy um. Seit den 1970ern wurden Farben in die Sowjetunion exportiert. 1984 wurde die britische Donald Macpherson Group übernommen. Nach dem Zusammenbruch der Sowjetunion konnte Tikkurila in die ehemaligen Ostblockstaaten expandieren. Bis 2006 war das Unternehmen Marktführer in Russland geworden. Im Jahr 2010 ging Tikkurila an die Börse Helsinki.
Am 18. Dezember 2020 wurde bekannt, dass PPG Industries das Unternehmen für 1,2 Milliarden Dollar übernehmen will. Die Akquisition wurde am 4. Juni 2021 mit einem Volumen von € 1,6 Mrd. abgeschlossen.